# Apple Cinema Display
Apple Cinema Display es una línea de monitores de computadora de pantalla plana desarrollados y vendidos por Apple Inc. entre 1999 y 2011. Inicialmente se vendió junto con la línea anterior de Studio Displays, pero finalmente los reemplazó.  Apple ofreció tamaños de 20, 22, 23, 24, 27 y 30 pulgadas, siendo el último modelo un tamaño de 27 pulgadas con retroiluminación LED.
Ha habido tres diseños para Cinema Display, uno con plástico de policarbonato y dos con aluminio anodizado.  Las primeras pantallas fueron diseñadas para combinar con el plástico colorido del Power Mac G3 y luego el Power Mac G4, mientras que las segundas versiones fueron diseñadas para combinar con la estética de aluminio del Power Mac G5 y PowerBook G4.  El último diseño disponible coincidía con los portátiles unibody lanzados en octubre de 2008.
Apple Cinema Display se retiró en julio de 2011 con la introducción de Apple Thunderbolt Display, y los modelos Cinema Display ya no se ofrecían en el sitio web de Apple Store en agosto de 2014.

## Modelos

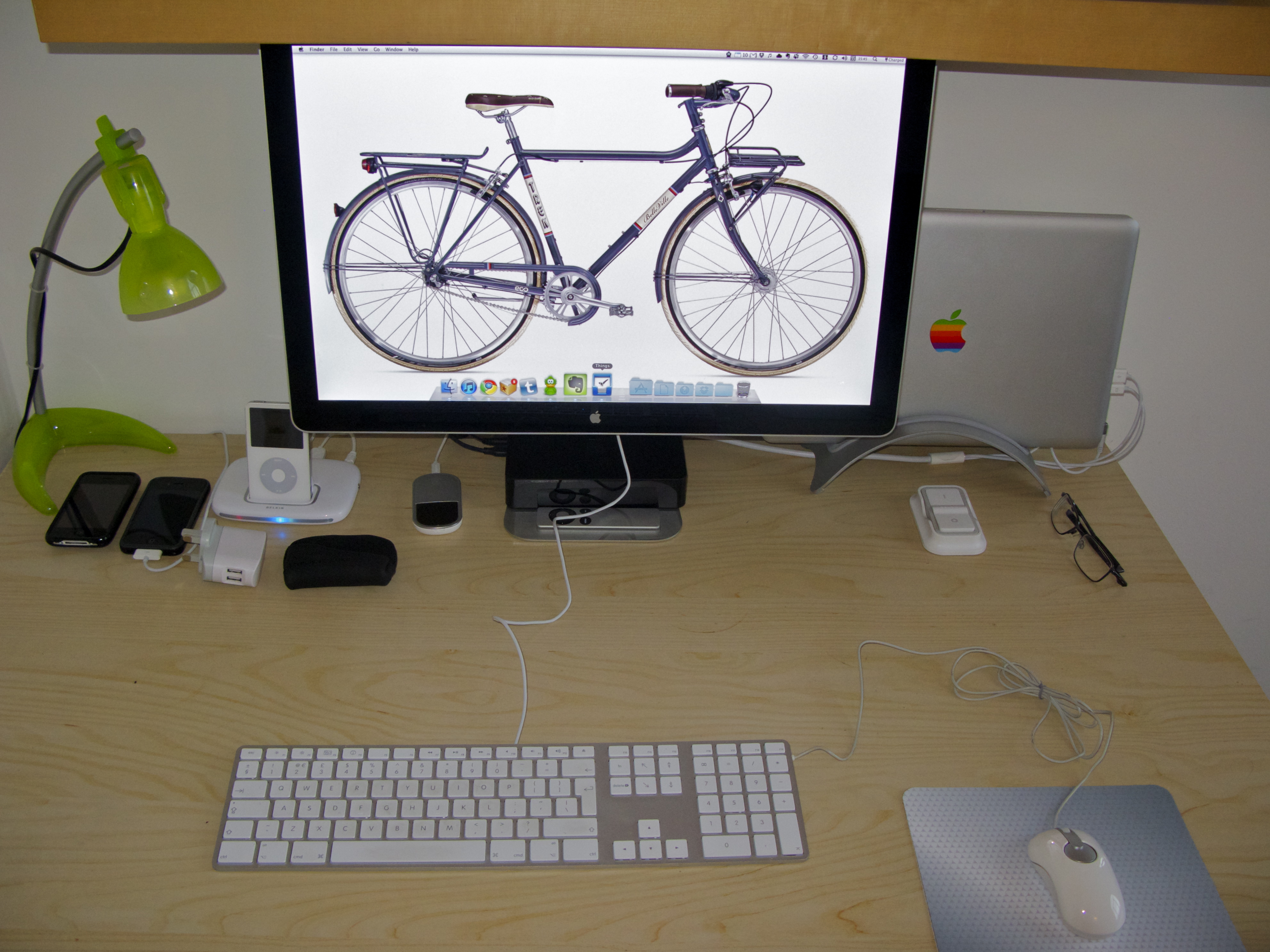
Se puede observar un LED Cinema Display, dispositivo de 24 pulgadas que sustituyó al Cinema HD Display de 23 pulgadas.

### Cinema Display
El primer modelo, el Apple Cinema Display de 22 pulgadas, se presentó en septiembre de 1999 junto con el Power Mac G4 y usaba DVI para la entrada de video.  Estaba encerrado en un marco de plástico de alta densidad con un soporte estilo caballete y tenía una resolución de pantalla de 1600 × 1024.  Este modelo se actualizó en julio de 2000 con el Apple Display Connector (ADC), que ejecutaba DVI, USB y alimentación de 28V a través de un solo conector.  Finalmente fue reemplazado por un modelo de 20 pulgadas el 28 de enero de 2003, que lucía una pantalla panorámica con una resolución de hasta 1680 × 1050 y un brillo de 230 cd / m².
El Cinema Display de 20 pulgadas se actualizó nuevamente el 28 de junio de 2004 para que coincidiera con el nuevo diseño de aluminio del Cinema HD Display. Conservó la resolución de 1680x1050 del modelo anterior, pero vio su brillo aumentado a 250 cd / m², y se introdujo a $ 1,299 (dólares estadounidenses). Apple continuó vendiendo esta pantalla sin más cambios hasta febrero de 2009.

### Cinema HD Display
El modelo de 23 pulgadas, denominado "Cinema HD Display", se presentó el 20 de marzo de 2002 y admitía la reproducción completa de 1080p 1:1 en una pantalla de 1920x1200 píxeles.
El 28 de junio de 2004, Apple presentó una línea rediseñada de Cinema Displays, junto con un nuevo modelo de 30 pulgadas que, como el modelo de 23 pulgadas, llevaba el nombre de "Cinema HD Display".  Los nuevos modelos tenían una carcasa de aluminio anodizado que combinaba con las líneas de productos profesionales de gama alta de Apple.  Se puede utilizar un soporte alternativo o un soporte de pared con un kit adaptador de montaje VESA que se vende por separado.  Aunque los gabinetes de la pantalla no se habían rediseñado durante un largo período de tiempo, se realizaron varias mejoras "silenciosas" en los niveles de brillo y las relaciones de contraste.

#### Compatibilidad del modelo de 30 pulgadas
Debido a la alta resolución (2560 × 1600), el modelo de 30 pulgadas requeriría de una tarjeta gráfica que admita DVI de doble enlace.  Cuando se lanzó el monitor, no se vendieron modelos de Macintosh con un puerto DVI de doble enlace. Inicialmente, se requería una Power Mac G5 con la nueva tarjeta gráfica Nvidia GeForce 6800 Ultra DDL para ejecutar la pantalla a resolución completa.
Todos los modelos Power Mac G5, PowerBook G4 de 15 o 17 pulgadas y Mac Pro de mediados de 2006 a mediados de 2010 pueden admitirlo sin necesidad de utilizar adaptadores.  Los MacBook Pros discretos también son capaces de manejar la pantalla de 30 pulgadas, mientras que todos los Mac lanzados después de octubre de 2008 requieren un adaptador adicional.  La Cinema Display de 30 pulgadas se presentó junto con la GeForce 6800, que admite dos puertos DVI-DL. El AGP X800 Mac Edition del mercado de accesorios de ATI también es compatible con DVI de doble enlace, pero solo tiene un puerto.  La Radeon 9600 Mac / PC era otra tarjeta gráfica del mercado de accesorios que admitía DVI de doble enlace y también era compatible con las Power Macs antiguas basadas en AGP.
Si una computadora con un puerto DVI de enlace único (como una computadora portátil Mac con un conector mini-DVI) está conectada a la pantalla de 30 pulgadas, solo funcionará a 1280 × 800, incluso si la computadora es compatible con 1920  × 1200 a través de una conexión de enlace único.

### LED Cinema Display
El 14 de octubre de 2008, el Cinema HD Display de 23 pulgadas fue sustituido por un modelo de 24 pulgadas fabricado con aluminio y cristal, que refleja la apariencia de los últimos diseños de iMac, MacBook Pro y MacBook unibody. La pantalla cuenta con una cámara iSight integrada, un micrófono y un sistema de doble altavoz. Un cable MagSafe sale de la parte trasera de la pantalla para cargar los portátiles. Es el primer Cinema Display que utiliza retroiluminación LED y Mini DisplayPort para la entrada de vídeo; sin embargo, la retroiluminación LED se ilumina en los bordes en lugar de la CCFL totalmente retroiluminada de los modelos anteriores, lo que da lugar a una salida de brillo inferior en cd/m2. Esta pantalla sólo es compatible oficialmente con los Mac que tienen el conector Mini DisplayPort. Es necesario utilizar un convertidor de terceros para utilizar esta pantalla con los Macs más antiguos. Además, muchos usuarios de Apple con MacBooks nuevos que solo tienen puertos USB-C han estado continuamente perplejos por el hecho de que sus adaptadores Thunderbolt 3 (USB-C) a Thunderbolt 2 de la marca Apple no transmiten una señal a sus pantallas LED Cinema. Muchos usuarios han asumido erróneamente que sus nuevos MacBooks eran incompatibles con sus pantallas más antiguas, cuando en realidad un adaptador genérico ordinario de USB-C a Mini Display Port transmitirá con éxito la misma señal; esto se debe a una pequeña diferencia interna en los nuevos estándares Thunderbolt 2 y Mini Displayport más antiguos.
Con la introducción de los paneles LED, se retiraron los paneles de pantalla mate y antirreflejos, excepto en el Cinema Display de 30 pulgadas. Apple ya había abandonado las pantallas mate en su línea de ordenadores de escritorio iMac el 7 de agosto de 2007. Apple no había ofrecido ningún equipo con pantalla mate y antirreflectante después de que el MacBook Pro de 15 pulgadas (sin retina) fuera retirado en octubre de 2013 hasta la introducción del Pro Display XDR en 2019. Esto había sido motivo de preocupación entre los usuarios que querían pantallas mate para su área de trabajo, en particular los diseñadores gráficos, los fotógrafos y los usuarios que visualizan extensamente sus pantallas. Las pantallas mates, al igual que las fotografías de superficie mate, difunden la luz reflejada y no pueden ofrecer los mismos niveles de negro que las pantallas brillantes, necesarias para trabajar con imágenes y vídeos HDR, por lo que están en desventaja en este aspecto. Sin embargo, las pantallas mate tienen un nivel de reflectividad mucho menor, lo que mejora la facilidad de uso.
The Wall Street Journal se refirió a la eliminación de la pantalla mate como una de las peores decisiones de diseño de Apple.
El 26 de julio de 2010, los Cinema Displays de 24 y 30 pulgadas fueron sustituidos por un modelo de 27 pulgadas que admite una resolución de hasta 2560×1440. Este modelo se vendió por 999 dólares.
El 20 de julio de 2011, el LED Cinema Display fue descatalogado y sustituido por el Apple Thunderbolt Display.

## Especificaciones técnicas
| Tabla de modelos                                            | Tabla de modelos                                 | Tabla de modelos                                 | Tabla de modelos             | Tabla de modelos             | Tabla de modelos                           | Tabla de modelos                           | Tabla de modelos                           |
| Componente                                                  | LCD                                              | LCD                                              | LCD                          | LCD                          | LCD                                        | LCD                                        | LCD                                        |
| Model                                                       | Apple Cinema Display                             | Apple Cinema Display                             | Apple Cinema HD Display      | Apple Cinema Display         | Apple Cinema Display                       | Apple Cinema HD Display                    | Apple Cinema HD Display                    |
| ----------------------------------------------------------- | ------------------------------------------------ | ------------------------------------------------ | ---------------------------- | ---------------------------- | ------------------------------------------ | ------------------------------------------ | ------------------------------------------ |
| Número de modelo                                            | M5662                                            | M8149                                            | M8536                        | A1038                        | A1081                                      | A1082                                      | A1083                                      |
| Número de orden de Apple                                    | N/A                                              | M8058ZM/A                                        | M8537ZM/A                    | M8893ZM/A                    | M9177LL/A                                  | M9178LL/A                                  | M9179LL/A                                  |
| Fecha(s) de lanzamiento                                     | 1 de septiembre de 1999                          | 19 de julio de 2000                              | 20 de marzo de 2002          | 28 de enero de 2003          | 28 de junio de 2004                        | 28 de junio de 2004                        | 28 de junio de 2004                        |
| Discontinuadas                                              | 19 de julio de 2000                              | 28 de enero de 2003                              | 28 de junio de 2004          | 28 de junio de 2004          | 19 de febrero de 2009                      | 17 de noviembre de 2008                    | 26 de julio de 2010                        |
| Display (Todas a 16:10 a menos que se indique lo contrario) | 22", matte, LCD, 1600 × 1024 (pantalla completa) | 22", matte, LCD, 1600 × 1024 (pantalla completa) | 23", matte, LCD, 1920 × 1200 | 20", matte, LCD, 1680 × 1050 | 20", matte, LCD, 1680 × 1050               | 23", matte, LCD, 1920 × 1200               | 30", matte, LCD, 2560 × 1600               |
| Display (Todas a 16:10 a menos que se indique lo contrario) | 16:10 relación de aspecto                        |                                                  |                              |                              |                                            |                                            |                                            |
| Densidad de pixeles (pixeles por pulgada)                   | 86.35                                            | 86.35                                            | 98.4                         | 98.4                         | 98.4                                       | 98.4                                       | 101.6                                      |
| Brillo                                                      | 180 cd/m2                                        | 180 cd/m2                                        | 200 cd/m2                    | 230 cd/m2                    | 250 (or 300*) cd/m2                        | 270 (or 400*) cd/m2                        | 270 (or 400*) cd/m2                        |
| Relación de contraste                                       | 300:1                                            | 300:1                                            | 350:1                        | 350:1                        | 400:1 (or 700:1*)                          | 400:1 (or 700:1*)                          | 400:1 (or 700:1*)                          |
| Tiempo de respuesta                                         | Desconocido                                      | Desconocido                                      | 16 ms                        | 16 ms                        | 16 ms                                      | 16 ms                                      | 16 ms                                      |
| Power                                                       | 62–77 W                                          | 62–77 W                                          | 70 W                         | 60 W                         | 65 W                                       | 90 W                                       | 150 W                                      |
| Material                                                    | Marco de policarbonato                           | Marco de policarbonato                           | Marco de policarbonato       | Marco de policarbonato       | Marco de aluminio                          | Marco de aluminio                          | Marco de aluminio                          |
| Entrada                                                     | DVI-D                                            | Apple Display Connector                          | Apple Display Connector      | Apple Display Connector      | DVI-D                                      | DVI-D                                      | Dual-link DVI-D                            |
| Salida                                                      |                                                  |                                                  |                              |                              | 2 FireWire 400 puertos y 2 USB 2.0 puertos | 2 FireWire 400 puertos y 2 USB 2.0 puertos | 2 FireWire 400 puertos y 2 USB 2.0 puertos |

- El 7 de agosto de 2006, los Displays Cinema de aluminio fueron objeto de una actualización silenciosa que aumentó los índices de brillo y contraste a 300/400 cd/m2 y 700:1. Los últimos Display Cinema siguen siendo deseables para los profesionales, ya que son los últimos monitores antirreflejos fabricados por Apple (hasta el Pro Display XDR) y cuentan con un verdadero panel IPS de 8 bits (sin difuminado) totalmente retroiluminado y con un brillo ligeramente superior al de los nuevos monitores Apple Thunderbolt, que tienen una pantalla brillante reflectante y un panel iluminado en los bordes. Estos monitores (incluido el LED Cinema de 24") son los últimos monitores de escritorio de Apple fabricados con la relación de aspecto 16:10 que también se utiliza en los MacBook Pro y que proporciona más espacio de trabajo vertical.

| Tabla de modelos                          | Tabla de modelos | Tabla de modelos |
| Componente                                | Diodo emisor de luz– retroiluminado LCD | Diodo emisor de luz– retroiluminado LCD |
| Modelo                                    | LED Cinema Display (24") | LED Cinema Display (27") |
| ----------------------------------------- | --- | --- |
| Número de modelo                          | A1267 | A1316 |
| Número de orden                           | MB382LL/A | MC007LL/A |
| Fecha de lanzamiento                      | 14 de octubre de 2008 | 27 de julio de 2010 |
| Fecha de descontinuación                  | 26 de julio de 2010 | 2 de diciembre de 2013[cita requerida] |
| Display (Todo en pantalla ancha)          | 24", pantalla cubierta de cristal brillante, LCD, 1920 × 1200, con retroiluminación LED en los bordes                                                                                           | 27", pantalla cubierta de cristal brillante, LCD, 2560 × 1440, con retroiluminación LED en los bordes                                                                                           |
| Display (Todo en pantalla ancha)          | 16:10 relación de aspecto | 16:9 relación de aspecto |
| Cámara integrada                          | iSight | iSight |
| Brillo                                    | 330 cd/m2 | 375 cd/m2 |
| Colores                                   | 16.7 millones (máximo) True Color | 16.7 millones (máximo) True Color |
| Densidad de pixeles (Pixeles por pulgada) | 94.3 | 109 |
| Tiempo de respuesta                       | 13 ms | 13 ms |
| Potencia                                  | Hasta 212 W (mientras carga la MacBook Pro) | Hasta 250 W (mientras carga la MacBook Pro) |
| Material                                  | Marco de aluminio y al frente cristal | Marco de aluminio y al frente cristal |
| Cables y conexiones de periféricos        | Cables - Cable único con tres conectores: - Mini DisplayPort con soporte de audio - MagSafe (hasta 85W) - USB 2.0 - Cable de alimentación(CA) Conexiones perifericos - 3× powered USB 2.0 ports | Cables - Cable único con tres conectores: - Mini DisplayPort con soporte de audio - MagSafe (hasta 85W) - USB 2.0 - Cable de alimentación(CA) Conexiones perifericos - 3× powered USB 2.0 ports |
| Precio original                           | USD $899 | USD $999 |